# 白钟螺
白钟螺（学名：Lischkeia alwinae），是原始腹足目钟螺科Lischkeia的一种。主要分布于台湾，常栖息在浅海到深海的沙泥底。